# Winnaretta Singer
Winnaretta Singer (Yonkers, 8 januari 1865 – New York, 26 november 1943) was een mecenas voor de muziek en mede-erfgenaam van het fortuin van de oprichter van de fabriek van Singer-naaimachines.
Singer was de 20e van de 24 kinderen van Isaac Singer (1811-1875). Haar moeder was Isabella Eugenie Boyer (1841-1904), die later trouwde met de Nederlandse violist Victor Reubsaet (1843-1887). 

## Levensloop
Ze werd geboren in Yonkers bij New York, maar het gezin verhuisde al snel naar Parijs en vervolgens in 1870 naar Engeland. In 1875 stierf haar vader. Hij liet een groot vermogen na. Winnaretta verhuisde hierna terug naar Parijs, waar haar moeder een kunstsalon opende aan de Avenue Kléber. Winnaretta ging in de leer bij beeldend kunstenaar Louis-Ernest Barrias, waarna ze haar werken ook in de salon van haar moeder ten toon stelde. De door haar geambieerde opleiding tot musicus was haar niet gegund.
Haar moeder arrangeerde in 1887 tegen de wil van de lesbisch georiënteerde Winnaretta een huwelijk met prins Louis de Scey-Montbéliard. Dit huwelijk werd in 1891 door de Rooms-Katholieke Kerk nietig verklaard, waaruit zou kunnen worden afgeleid dat het huwelijk in feite nooit is voltrokken. In 1893 ging ze bewust een "huwelijk met gescheiden bedden" aan met de homoseksuele Edmond de Polignac. Het huwelijk duurde tot zijn dood in 1901. Winnaretta's zus Isabelle was getrouwd met de aristocraat Jean Decazes. Zij pleegde in 1896 zelfmoord, waarna Winnaretta de opvoeding van haar dochter op zich nam. Zij werd later als Daisy Fellowes een van de bekendste society-figuren en mode-iconen van de 20e eeuw.
Winnaretta had lesbische relaties met Olga de Meyer, Romaine Brooks en Ethel Smyth. Vanaf 1923 tot 1933 was de Britse schrijfster Violet Trefusis haar partner. Van 1933 tot haar dood had ze een relatie met de Britse tuinexpert Alvilde Lees-Milne. Haar homoseksualiteit veroorzaakte in de jaren 1920 een kortdurend schandaal. 

## Invloed

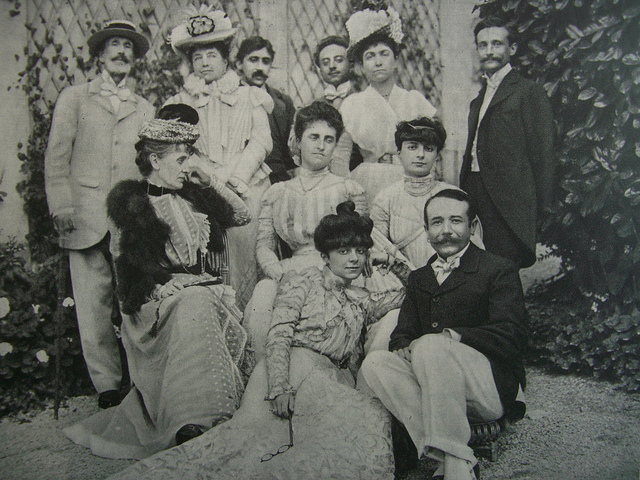
Winnaretta Singer zittend in het midden. Staand links haar man Edmond de Polignac

Samen met haar man Edmond de Polignac richtte ze in Parijs de invloedrijke Salon de Polignac op. Als mecenas voor de muziek gaf ze opdracht voor meer dan twintig composities, waaronder Renard van Igor Stravinsky, het Concert voor orgel, strijkers en pauken van Francis Poulenc, Socrate van Erik Satie en Kurt Weills tweede symfonie. Maurice Ravel droeg zijn Pavane pour une infante défunte op aan de Princesse de Polignac.
In haar huis in Saint-Leu-la-Forêt ontving ze onder andere Marcel Proust, Jean Cocteau, Claude Monet, John Singer Sargent, Sergej Djagilev en Colette. El retablo del Maese Pedro van Manuel de Falla ging op 25 juni 1923 in haar huis in première. In 1900 verwierf ze in Venetië het Palazzo Contarini, waar Artur Rubinstein, Enrico Caruso en Nellie Melba werden ontvangen.
Ze was promotor van een groot aantal artiesten uit die tijd, waaronder Nadia Boulanger, Clara Haskil, Vladimir Horowitz, Ethel Smyth, Adela Maddison, de Ballets Russes, de Opéra de Paris en het Orchestre symphonique de Paris.
Na haar overlijden legateerde ze aan de Franse staat voor de in 1928 opgerichte Fondation Singer-Polignac. Haar schilderijencollectie, waarin Édouard Manets Het lezen en enkele schilderijen van Claude Monet arriveerde in 1944 in het Louvre.